# 田中裕太 (アニメ演出家)
田中 裕太（たなか ゆうた、1981年7月8日 - ）は、日本の男性アニメーション演出家。東映アニメーション研究所を経て、元東映アニメーション所属。三重県出身。愛称は「タナカリオン」。

## 参加作品

### テレビアニメ
2006年
- 出ましたっ!パワパフガールズZ（演出助手）

2007年
- Yes!プリキュア5（演出助手）

2008年
- Yes!プリキュア5GoGo!（演出助手）

2009年
- フレッシュプリキュア!（絵コンテ・演出、演出助手）

2010年
- ハートキャッチプリキュア!（演出助手）

2011年
- スイートプリキュア♪（サブタイトル、アイキャッチ絵コンテ・演出）

2012年
- スマイルプリキュア!（絵コンテ・演出）

2013年
- ドキドキ!プリキュア（チーフ演出、絵コンテ・演出）

2014年
- ハピネスチャージプリキュア!（10周年記念メッセージ絵コンテ・演出）
- マジンボーン（絵コンテ・演出）

2015年
- Go!プリンセスプリキュア（シリーズディレクター、オープニングアニメーション、絵コンテ・演出、バトンタッチ絵コンテ）

2016年
- 魔法つかいプリキュア!（キュアフェリーチェ変身バンク絵コンテ）

2017年
- デジモンユニバース アプリモンスターズ（絵コンテ・演出）

2018年
- HUGっと!プリキュア（絵コンテ・演出）

2019年
- スター☆トゥインクルプリキュア（絵コンテ）

2020年
- ヒーリングっど♥プリキュア（オープニングアニメーション絵コンテ・演出）
- ドラゴンクエスト ダイの大冒険（絵コンテ・演出）

2021年
- トロピカル〜ジュ!プリキュア（絵コンテ・演出）

2022年
- デジモンゴーストゲーム（演出）

### 映画
2010年
- 映画 ハートキャッチプリキュア! 花の都でファッションショー…ですか!?（副監督、エンディングアニメーション絵コンテ・演出）

2016年
- 映画 魔法つかいプリキュア! 奇跡の変身!キュアモフルン!（監督）

2019年
- ONE PIECE STAMPEDE（絵コンテ）
- 映画 スター☆トゥインクルプリキュア 星のうたに想いをこめて（監督）

2023年
- 映画 プリキュアオールスターズF（監督、絵コンテ）

### ゲーム
- ハピネスチャージプリキュア! かわルンコレクション（2014年、オープニングアニメーション演出）